# 미쓰오카 마사미
미즈카(Mizca, 일본어: ミツカ 미츠카[*], 1986년 8월 14일~)은 일본의 가수로 아이치현 도요타시출신, 스마일 컴퍼니 소식이다. 본명은 미쓰오카 마사미(일본어: 光岡 昌美. 혈액형은 B형.